# Teliocrinus springeri
Teliocrinus springeri (A.H. Clark, 1910) è un echinoderma crinoide dell'ordine Isocrinida. È l'unica specie nota del genere Teliocrinus e della famiglia Cainocrinidae.

## Descrizione
È un crinoide che vive ancorato stabilmente al substrato per mezzo di un lungo ed esile peduncolo articolato, a sezione grossolanamente pentagonale.

## Distribuzione e habitat
La specie è diffusa nell'oceano Indiano settentrionale.

## Tassonomia
Sono note due sottospecie:
- Teliocrinus springeri springeri
- Teliocrinus springeri liliaceus